# Reformschutzgesetze
Reformschutzgesetze sind jene „Revolutionsgesetze“, die in der Republik Türkei unter dem besonderen Schutz der Verfassung standen und stehen. Die Verfassungswidrigkeit dieser Gesetze durfte laut Art. 153 Verfassung von 1961 nicht behauptet werden. In der aktuellen türkischen Verfassung heißt es in Art. 174 im Abschnitt über den Schutz der Revolutionsgesetze (tr. İnkilap Kanunlarının Korunması):
Keine Vorschrift der Verfassung darf in der Weise verstanden und ausgelegt werden, dass die am Tage der Annahme der Verfassung durch Volksabstimmung in Kraft befindlichen Vorschriften der nachstehenden Reformgesetze, welche das Ziel haben, die türkische Gesellschaft über den modernen Zivilisationsstandard hinauszuheben und den laizistischen Charakter der Republik zu schützen, verfassungswidrig seien.
Zu diesen Normen, deren Verfassungswidrigkeit nicht behauptet werden darf, gehören:
- Das Gesetz Nr. 430 vom 3. März 1924 zur Vereinheitlichung des Bildungswesens
- Das Gesetz Nr. 671 vom 25. November 1925 über das Huttragen
- Das Gesetz Nr. 677 vom 30. November 1925 über das Verbot und die Schließung der Derwischorden, der Klöster und Mausoleen, über das Verbot des Berufs der Mausoleenwächter und der Führung und Verleihung einiger Titel
- Der durch das Türkische Zivilgesetzbuch Nr. 743 vom 17. Februar 1926 angenommene Grundsatz der Eheschließung vor dem Standesbeamten und die Bestimmung des Art. 110 des gleichen Gesetzes
- Das Gesetz Nr. 1288 vom 20. Mai 1928 über die Annahme der international üblichen Ziffern
- Das Gesetz Nr. 1353 vom 1. November 1928 über die Annahme und Anwendung des türkischen Alphabets
- Das Gesetz Nr. 2590 vom 26. November 1934 über die Aufhebung der Anreden und Titel „Efendi“, „Bey“, „Pascha“ und dergleichen
- Das Gesetz Nr. 2596 vom 3. Dezember 1934 über das Verbot, bestimmte Trachten zu tragen

Die Regelungen dienen dem Schutz der Reformen aus der ersten Hälfte des 20. Jahrhunderts und des laizistischen Charakters der  Türkei.